# ジャン・ド・ブルゴーニュ (1415-1491)
ジャン・ド・ブルゴーニュ（Jean de Bourgogne, 1415年 - 1491年9月25日）は、中世フランスの貴族、王家傍系のヴァロワ＝ブルゴーニュ家の一員。エタンプ伯（在位：1416年 - 1421年）、ヌヴェール伯およびルテル伯（在位：1464年 - 1491年）、ウー伯（在位：1472年 - 1491年）。

## 生涯
ブルゴーニュ公フィリップ・ル・アルディの末息子であるヌヴェール伯およびルテル伯フィリップと、その2番目の妻でウー伯フィリップの娘であるボンヌ・ダルトワの間の次男として生まれた。誕生後間もなくアジャンクールの戦いで父が戦死した。父の所領は兄シャルルが全て相続したため、ジャンは母方の曽祖父にあたるベリー公ジャンからエタンプ伯領を遺贈されることになった。しかし1416年にベリー公が死ぬと、フランス王家はジャンによるエタンプの相続を認めず、1421年に伯領をブルターニュ公ジャン4世の息子リシャールに与えた。しかしジャンはエタンプ伯の称号を名乗り続けた。
ジャンは従兄で継父でもあるブルゴーニュ公フィリップ・ル・ボンに軍人として仕え、ピカルディー（1434年）、カレー（1436年）、ルクセンブルク（1443年）、フランドル（1453年）などで戦った。しかしその息子シャルル・ル・テメレールとは仲が悪く、彼を見捨ててルイ11世王の下に走った。このため、1456年に金羊毛騎士団の騎士に叙任されていたが、1468年に騎士団から除名されている。
1464年に嫡子のない兄シャルルからヌヴェールおよびルテル伯領を相続した。1465年、ル・テメレールを指導者とする公益同盟と戦うルイ11世王を支援した。1472年、母方の伯父シャルル・ダルトワからウー伯領を相続した。1477年、ル・テメレールにウー伯領を売却しようとしたが、ル・テメレールが戦死したため実現しなかった。息子が夭折したため、ヌヴェールとウーの2つの伯領は長女のクレーフェ公爵夫人エリザベートの次男アンジルベールが相続人となった。ルテル伯領は次女シャルロットが継いだ。

## 子女
1435年にアミアンにおいてジャクリーヌ・ダリー（1470年没）と最初の結婚をし、間に2人の子女をもうけた。
- エリザベート（1439年 - 1481年） - 1456年、クレーフェ＝マルク公ヨハン1世と結婚
- フィリップ（1446年 - 1452年）

1471年8月30日にジャン2世・ド・ブロスとパンティエーヴル女伯ニコル・ド・シャティヨンの間の娘ポーリーヌ（1450年 - 1479年）と再婚し、間に娘を1人もうけた。
- シャルロット（1472年 - 1500年） - 1480年、オルヴァル領主ジャン・ダルブレと結婚

1480年5月11日に次女の夫ジャン・ダルブレの妹フランソワーズ・ダルブレ（1454年 - 1521年）と3度目の結婚をしたが、間に子女は無かった。
この他、何人かの妾との間に4人の庶出の息子をもうけている。